# WWE Fastlane
WWE Fastlane es un evento anual de pago por visión producido por la empresa de lucha libre profesional WWE en el mes de marzo. Fastlane fue incorporado a la programación de PPVs de WWE para el mes de febrero en 2015 en sustitución del evento Elimination Chamber.

## Fechas y lugares
|  | Evento de Raw |  | Evento de SmackDown Live |

| Evento          | Fecha                 | Lugar                    | Estadio               | Evento principal |
| --------------- | --------------------- | ------------------------ | --------------------- | --- |
| Fastlane (2015) | 22 de febrero de 2015 | Memphis, Tennessee       | FedExForum            | Roman Reigns vs. Daniel Bryan por una oportunidad al Campeonato Mundial Peso Pesado de la WWE en WrestleMania 31                  |
| Fastlane (2016) | 21 de febrero de 2016 | Cleveland, Ohio          | Quicken Loans Arena   | Roman Reigns vs. Brock Lesnar vs. Dean Ambrose por una oportunidad al Campeonato Mundial Peso Pesado de la WWE en WrestleMania 32 |
| Fastlane (2017) | 5 de marzo de 2017    | Milwaukee, Wisconsin     | Bradley Center        | Kevin Owens (c) vs. Goldberg por el Campeonato Universal de la WWE                                                                |
| Fastlane (2018) | 11 de marzo de 2018   | Columbus, Ohio           | Nationwide Arena      | AJ Styles (c) vs. Kevin Owens vs. Sami Zayn vs. Baron Corbin vs. Dolph Ziggler vs. John Cena por el Campeonato de la WWE          |
| Fastlane (2019) | 10 de marzo de 2019   | Cleveland, Ohio          | Quicken Loans Arena   | The Shield vs. Baron Corbin, Drew McIntyre & Bobby Lashley                                                                        |
| Fastlane (2021) | 21 de marzo de 2021   | San Petersburgo, Florida | Tropicana Field       | Roman Reigns vs. Daniel Bryan por el Campeonato Universal de la WWE                                                               |
| Fastlane (2023) | 7 de octubre de 2023  | Indianápolis, Indiana    | Gainbridge Fieldhouse | Seth «Freakin» Rollins vs Shinsuke Nakamura en un Last Man Standing Match por el Campeonato Mundial Peso Pesado de la WWE         |

## Eventos

### 2015
Fastlane 2015 tuvo lugar el 22 de febrero de 2015 desde el FedEx Forum en Memphis, Tennessee. El tema principal del evento fue "Faster" de Kid Ink.

#### Antecedentes
En el episodio del 2 de febrero de Raw, Roman Reigns fue manipulado por The Authority para que aceptara defender su oportunidad por el Campeonato Mundial Peso Pesado de la WWE en WrestleMania 31, que ganó al ganar el Royal Rumble match en Royal Rumble, en un combate en Fastlane. Más tarde esa noche, Daniel Bryan derrotó a Seth Rollins para obtener el derecho de enfrentar a Reigns en el evento.
Después de no poder ganar el Campeonato Mundial Peso Pesado de la WWE en Royal Rumble, John Cena fue entrevistado después del evento. Cuando se le preguntó qué le seguiría, Rusev, quien fue el último hombre eliminado del Royal Rumble match, interrumpió la entrevista. Los dos se empujaron y se pusieron cara a cara. El 26 de enero, fue previsto que Rusev defendería su Campeonato de los Estados Unidos contra Cena en el evento.
En el episodio del 19 de enero de Raw, Dean Ambrose derrotó a Bad News Barrett. En las siguientes semanas, Ambrose exigió un combate por el Campeonato Intercontinental de Barrett, pero Barrett se negó. En el episodio del 16 de febrero de Raw, después de que Barrett derrotara a Damien Sandow, Ambrose atacó a Barrett, ató sus manos alrededor de uno de los postes del ring, y lo obligó a firmar el contrato para que Barrett defendiera su título contra él en el evento.

#### Resultados
- The Authority (Seth Rollins, The Big Show & Kane) (con Jamie Noble & Joey Mercury) derrotaron a Dolph Ziggler, Erick Rowan & Ryback (13:01).[7]
  - Kane cubrió a Ziggler después de un «K.O. Punch» de Show y un «Chokeslam».
  - Durante la lucha, Noble & Mercury interfirieron a favor de The Authority.
  - Después de la lucha, The Authority atacó a Ziggler, Rowan & Ryback.
  - Después de la lucha, Randy Orton hizo su regreso como face atacando a Noble, Mercury & Kane con un «RKO».
- Goldust derrotó a Stardust (9:15).[8]
  - Goldust cubrió a Stardust después de revertir un «Cross Rhodes» en un «Crucifix Pin».
  - Después de la lucha, Stardust atacó a Goldust tras bastidores.
- Cesaro & Tyson Kidd (con Natalya) derrotaron a The Usos (Jey Uso & Jimmy Uso) (con Naomi) y ganaron el Campeonato en Parejas de la WWE (9:33).[9]
  - Orton cubrió a Jimmy después de un «RKO».
- Nikki Bella (con Brie Bella) derrotó a Paige y retuvo el Campeonato de Divas (6:34).[10]
  - Nikki cubrió a Paige con un «Roll-up».
- Bad News Barrett derrotó a Dean Ambrose por descalificación y retuvo el Campeonato Intercontinental (8:18).[11]
  - Ambrose fue descalificado después de que no hiciera caso al conteo de 5 del árbitro mientras atacaba a Barrett en el esquinero.
  - Después de la lucha, Ambrose atacó a Barrett con un «Dirty Deeds» y se llevó el campeonato consigo.
  - Como resultado, Barrett retuvo el campeonato.
- Rusev (con Lana) derrotó a John Cena y retuvo el Campeonato de los Estados Unidos (19:42).[12]
  - El árbitro detuvo el combate después de que Rusev dejara inconsciente a Cena con un «The Accolade».
  - Durante la lucha, Lana interfirió distrayendo al árbitro mientras Rusev atacó a Cena con un «Low Blow».
- Roman Reigns derrotó a Daniel Bryan y retuvo su oportunidad por el Campeonato Mundial Peso Pesado de la WWE en WrestleMania 31 (20:10).[13]
  - Reigns cubrió a Bryan después de un «Spear».
  - Después de la lucha, ambos se dieron la mano en señal de respeto.

### 2016
Fastlane 2016 tuvo lugar el 21 de febrero de 2016 desde el Quicken Loans Arena en Cleveland, Ohio. El tema oficial del evento fue "Watch This" de Will Roush.

#### Antecedentes
En Royal Rumble, Triple H ganó el Royal Rumble match eliminando por último a Dean Ambrose para ganar el Campeonato Mundial Peso Pesado de la WWE. La noche siguiente en Raw, Stephanie McMahon programó un Triple Threat match con Ambrose, el campeón anterior Roman Reigns y Brock Lesnar en el evento, con el ganador enfrentando a Triple H en WrestleMania 32 por el título.
En Royal Rumble, Kalisto derrotó a Alberto Del Rio para ganar el Campeonato de los Estados Unidos. Del Rio luego invocó su cláusula de revancha para enfrentar a Kalisto por el título en el evento. El partido se trasladó más tarde al preshow de Fastlane, con Del Rio desafiando a Kalisto a un 2-out-of-3 Falls match.
Kevin Owens ganó su segundo Campeonato Intercontinental en el episodio del 15 de febrero de Raw en un Fatal Five-Way match que también involucró a Tyler Breeze, Dolph Ziggler, Stardust y el entonces campeón Dean Ambrose. Ziggler, quien derrotó a Owens en las dos semanas anteriores en Raw, luego retó a Owens a un combate por el Campeonato Intercontinental en el evento, y el combate fue confirmado para el evento a pesar de que Owens rechazó el desafío.

#### Resultados
- Kick-Off: Kalisto derrotó a Alberto Del Rio en un 2-out-of-3 Falls Match y retuvo el Campeonato de los Estados Unidos (15:12).[20]
  - Del Rio fue descalificado al golpear a Kalisto con una silla [1–0] (4:32).
  - Del Rio cubrió a Kalisto después de un «Double Foot Stomp» [1–1] (7:54).
  - Kalisto cubrió a Del Rio con un «Roll-up» [2–1] (15:12).
- Becky Lynch & Sasha Banks derrotaron a Team B.A.D. (Naomi & Tamina) (9:50).[21]
  - Banks forzó a Tamina a rendirse con un «Bank Statement».
- Kevin Owens derrotó a Dolph Ziggler y retuvo el Campeonato Intercontinental (15:10).[22]
  - Owens cubrió a Ziggler después de un «Pop-up Powerbomb».
- Ryback, The Big Show & Kane derrotaron a The Wyatt Family (Braun Strowman, Luke Harper & Erick Rowan) (con Bray Wyatt) (10:37).[23]
  - Ryback cubrió a Harper después de un «Shell Shocked».
  - Durante la lucha, Wyatt interfirió a favor de The Wyatt Family.
- Charlotte (con Ric Flair) derrotó a Brie Bella y retuvo el Campeonato de Divas (12:26).[24]
  - Charlotte forzó a Brie a rendirse con el «Figure-Eight».
  - Durante la lucha, Flair interfirió a favor de Charlotte.
- AJ Styles derrotó a Chris Jericho (16:20).[25]
  - Styles forzó a Jericho a rendirse con un «Calf Crusher».
  - Después de la lucha, Styles y Jericho se dieron la mano en señal de respeto.
- Curtis Axel (con Heath Slater, Adam Rose & Bo Dallas) derrotó a R-Truth (2:23).[26]
  - Axel cubrió a R-Truth con un «Roll-up».
  - Durante la lucha, Goldust interfirió a favor de R-Truth y Slater, y Rose y Dallas a favor de Axel.
- Roman Reigns derrotó a Brock Lesnar (con Paul Heyman) y Dean Ambrose y ganó una oportunidad por el Campeonato Mundial Peso Pesado de la WWE en WrestleMania 32 (16:49).[27]
  - Reigns cubrió a Ambrose después de un «Spear».
  - Después de la lucha, Triple H salió a encarar a Reigns.

### 2017
Fastlane 2017 tuvo lugar el 5 de marzo de 2017 desde el BMO Harris Bradley Center en Milwaukee, Wisconsin. El tema oficial del evento fue "Watch This" de Will Roush.

#### Antecedentes
En el episodio del 2 de enero de 2017 de Raw, Goldberg fue el primer invitado de The Kevin Owens Show, donde tuvo una confrontación con el Campeón Universal de la WWE Kevin Owens. Goldberg declaró que ganaría el Royal Rumble match en Royal Rumble y se enfrentaría al Campeón Universal de la WWE en WrestleMania 33. Después de eliminar a Brock Lesnar del Royal Rumble match pero no poder ganar el combate mismo, Goldberg aceptó el desafío de Lesnar para un combate final en WrestleMania 33 después de interrumpir la promo de Owens y del Campeón de los Estados Unidos Chris Jericho. Después de que Owens se burlara de Goldberg, este desafió a Owens por el Campeonato Universal de la WWE en Fastlane. Jericho aceptó el combate en nombre de Owens, para enojo de este último, y se hizo oficial más tarde esa noche.
También en el episodio del 2 de enero de Raw durante la primera edición de The Kevin Owens Show, Braun Strowman anunció que estaría en el Royal Rumble match. Roman Reigns salió para enfrentar a los que estaban en el ring y declaró que derrotaría a Kevin Owens por el Campeonato Universal de la WWE en Royal Rumble. Después de una confrontación, Reigns y Goldberg le aplicaron un doble Spear a Strowman. En Royal Rumble, Strowman atacó a Reigns durante su combate por el Campeonato Universal de la WWE contra Owens. La noche siguiente en Raw, Strowman reveló que había ayudado a Owens a retener el título debido a su disgusto por Reigns y porque Owens le había prometido una oportunidad por el título. Owens lo negó, pero Strowman mostró imágenes que confirmaban su afirmación. El gerente general Mick Foley programó el combate para esa noche, donde Strowman ganó por descalificación cuando Reigns interfirió en el combate y atacó a Strowman. En el episodio del 6 de febrero de Raw, después de despachar fácilmente a cuatro competidores locales, Strowman exigió una mejor competencia de Foley, quien luego programó a Strowman para que se enfrentara a Reigns en Fastlane.
En el episodio del 13 de febrero de Raw, Bayley derrotó a Charlotte Flair para capturar su primer Campeonato Femenino de Raw, gracias a la ayuda de Sasha Banks. La semana siguiente, Stephanie McMahon le dijo a Bayley que devolviera el campeonato debido a la interferencia de Banks. Banks salió y defendió a Bayley, quien decidió quedarse con el título. Flair luego salió e invocó su cláusula de revancha para Fastlane, y Banks inmediatamente desafió a Flair a un combate que ganó. En el episodio del 27 de febrero, Bayley y Banks se unieron para enfrentar a Flair y Nia Jax, donde Jax cubrió a Bayley. Después, tras bastidores, Banks dijo que le cubriría la espalda a Bayley en su combate en Fastlane contra Flair. Stephanie apareció, escuchando lo que Banks había dicho y programó que Banks se enfrentara a Jax en Fastlane.

#### Resultados
- Kick-Off: Rich Swann & Akira Tozawa derrotaron a The Brian Kendrick & Noam Dar (con Alicia Fox) (9:25).[36][37]
  - Swann cubrió a Dar después de un «Phoenix Splash».
- Samoa Joe derrotó a Sami Zayn (20:46).[38][39]
  - El árbitro detuvo el combate después de que Joe dejara inconsciente a Zayn con un «Coquina Clutch».
- Luke Gallows & Karl Anderson derrotaron a Enzo Amore & Big Cass y retuvieron el Campeonato en Parejas de Raw (8:42).[38][40]
  - Anderson cubrió a Amore después de un «Running Knee» entre las cuerdas.
- Sasha Banks derrotó a Nia Jax (8:20).[38][41]
  - Banks cubrió a Jax con un «Roll-up».
- Cesaro derrotó a Jinder Mahal (8:11).[38][42]
  - Cesaro cubrió a Mahal después de un «European Uppercut».
  - Antes de la lucha, Rusev y Mahal se atacaron mutuamente.
  - Después de la lucha, Rusev atacó a Mahal.
- The Big Show derrotó a Rusev (con Lana) (8:40).[38][43]
  - Show cubrió a Rusev después de 3 «Chokeslams» y un «K.O. Punch».
- Neville derrotó a Jack Gallagher y retuvo el Campeonato Peso Crucero de la WWE (12:08).[38][44]
  - Neville cubrió a Gallagher después de un «Red Arrow».
- Roman Reigns derrotó a Braun Strowman (17:13).[38][45]
  - Reigns cubrió a Strowman después de un «Spear».
- Bayley derrotó a Charlotte Flair y retuvo el Campeonato Femenino de Raw (16:50).[38][46]
  - Bayley cubrió a Charlotte después de un «Bayley-to-Belly».
  - Durante la lucha Sasha Banks interfirió a favor de Bayley.
- Goldberg derrotó a Kevin Owens y ganó el Campeonato Universal de WWE (00:21).[38][47]
  - Goldberg cubrió a Owens después de una «Spear», seguida de un «Jackhammer»
  - Antes de que sonara la campana, Chris Jericho distrajo a Owens.

### 2018
WWE Fastlane 2018 tuvo lugar el 11 de marzo de 2018 desde el Nationwide Arena en Columbus, Ohio. El tema oficial del evento fue "Lean Back" de SUR. Este fue el último evento exclusivo de una marca tras la segunda división de marcas, ya que después de WrestleMania 34, todos los eventos de la WWE tuvieron a ambas marcas, con luchadores de las marcas Raw y SmackDown Live.

#### Antecedentes
En Royal Rumble, AJ Styles derrotó a Kevin Owens & Sami Zayn en un Handicap match para retener el Campeonato de la WWE, aunque Owens, quien fue el luchador cubierto, no era el hombre legal. En el siguiente episodio de SmackDown, Owens y Zayn interrumpieron al ganador del Royal Rumble match masculino 2018 Shinsuke Nakamura y dijeron que deberían ser cocampeones de la WWE, pero el árbitro falló en su trabajo. Styles y Nakamura hicieron equipo y derrotaron a Owens y Zayn. Durante el combate, hubo tensiones entre Owens y Zayn como resultado de que el gerente general Daniel Bryan los programó para que se enfrentaran la semana siguiente para determinar al contendiente número uno por el Campeonato de la WWE en Fastlane. Sin embargo, su combate terminó en una doble descalificación, ya que Styles fue provocado por Zayn y atacó a ambos hombres, lo que llevó a Bryan a programar un Triple Threat match entre los tres por el título. El comisionado Shane McMahon luego anunció en Twitter que el ganador de un combate entre Dolph Ziggler y Baron Corbin la semana siguiente se agregaría al combate por el campeonato para convertirlo en un Fatal Four-Way match. Antes de que comenzara el combate, Owens y Zayn atacaron a Corbin en el área tras bastidores y luego persiguieron a Ziggler para evitar que ambos se agregaran. En respuesta, Shane programó a Owens para que se enfrentara a Corbin y a Zayn para que se enfrentara a Ziggler, con tanto Corbin como Ziggler siendo agregados si ganaban sus respectivos combates, y también amenazando que si Owens o Zayn interferían en el combate del otro, esa persona sería eliminada del combate por el título. Corbin y Ziggler ganaron sus respectivos combates, por lo que se convirtió en un Fatal Five-Way match por el Campeonato de la WWE en Fastlane. En el episodio del 27 de febrero, el agente libre John Cena, que no logró convertirse en el contendiente número uno por el Campeonato Universal de la WWE de Raw en Elimination Chamber dos noches antes, hizo su regreso a SmackDown, decidido a conseguir un combate en WrestleMania 34. Bryan le dio la oportunidad de ser agregado al combate por el Campeonato de la WWE en Fastlane si podía derrotar a Styles en un combate no titular. Cena derrotó a Styles, convirtiendo el combate de campeonato en un Six Pack Challenge. Luego se produjo una pelea entre los seis competidores.
Inmediatamente después de Royal Rumble, el gerente general Daniel Bryan anunció que habría una primera SmackDown Top Ten List («Lista de los diez mejores de SmackDown»), según lo votado por el plantel de SmackDown. Bryan dijo que la lista mostraría a los luchadores que otros luchadores pensaron que deberían tener una oportunidad por un título, pero un luchador no podía votar por sí mismo. La lista de los diez mejores se reveló en el episodio del 6 de febrero de SmackDown. La semana siguiente, el Campeón de los Estados Unidos Bobby Roode, Jinder Mahal (con Sunil Singh) y Randy Orton intercambiaron palabras mientras Mahal se burlaba de los lugares de Orton y Roode en la lista a pesar de que Mahal no llegó a clasificar a la misma; Orton y Roode fueron 9 y 5, respectivamente. El segmento terminó después de que Orton atacó a Sunil con un RKO y Mahal realizó un Khallas en Roode y Orton. En el siguiente episodio, Mahal llamó de nuevo a Roode y Orton, y estalló una pelea en la que Roode atacó a Orton con un Glorious DDT, pero sufrió un Khallas de Mahal, que se mantuvo en pie una vez más. A pesar de esto, el comisionado Shane McMahon programó a Roode para que se enfrentara a Orton por el Campeonato de los Estados Unidos en Fastlane.
En Royal Rumble, Asuka de la marca Raw ganó el primer Royal Rumble match femenino, por el derecho a desafiar ya sea por el Campeonato Femenino de Raw o el Campeonato Femenino de SmackDown en WrestleMania 34. La noche siguiente en Raw, la comisionada de Raw, Stephanie McMahon, convenció a Asuka de esperar hasta después del evento de Raw Elimination Chamber para tomar su decisión. En SmackDown, esto dejó a la Campeona Femenina de SmackDown, Charlotte Flair, preguntándose quién sería su oponente en WrestleMania. The Riott Squad (Ruby Riott, Sarah Logan & Liv Morgan) le dijo a Flair que no llegaría a WrestleMania antes de atacarla. Durante las siguientes semanas, Flair derrotó a Morgan y Logan en combates no titulares. En el episodio del 20 de febrero, Flair hizo equipo con Becky Lynch y Naomi en un combate de seis mujeres en equipos contra The Riott Squad, donde Riott cubrió a Lynch. Más tarde ese episodio, Flair ofreció poner su título en juego en Fastlane contra Riott, quien aceptó.

#### Resultados
- Kick-Off: Breezango (Fandango & Tyler Breeze) & Tye Dillinger derrotaron a Mojo Rawley, Chad Gable &  Shelton Benjamin (7:25).[59][60]
  - Dillinger cubrió a Rawley después de un «Perfect 10».
- Shinsuke Nakamura derrotó a Rusev (con Aiden English) (14:50).[61][62]
  - Nakamura cubrió a Rusev después de un «Kinshasa».
- Randy Orton derrotó a Bobby Roode y ganó el Campeonato de los Estados Unidos (19:15).[61][63]
  - Orton cubrió a Roode después de un «RKO» en el aire.
  - Después de la lucha, Jinder Mahal atacó a Orton, pero Roode luego atacó a Mahal y Orton con un «Glorious DDT».
  - Con este resultado, Orton se convierte en el vigésimo noveno campeón Grand Slam
- Natalya & Carmella derrotaron a Becky Lynch & Naomi (8:55).[61][64]
  - Carmella cubrió a Lynch después de un «Superkick».
- Los Campeones en Parejas de SmackDown The Usos (Jey Uso & Jimmy Uso) y The New Day (Kofi Kingston & Xavier Woods) (con Big E) terminaron sin resultado (9:00).[61][65]
  - La lucha terminó sin resultado después de que The Bludgeon Brothers atacaran a ambos equipos.
  - Durante el ataque, Woods sufrió una lesión en la columna, por lo cual tuvo que ser asistido por personal médico.
  - Como consecuencia, The Usos retuvieron los campeonatos.
- Charlotte Flair  derrotó a Ruby Riott y retuvo el Campeonato Femenino de SmackDown (13:45).[61][66]
  - Flair forzó a Riott a rendirse con un «Figure-Eight Leglock».
  - Durante la lucha, Sarah Logan & Liv Morgan interfirieron a favor de Riott mientras que Becky Lynch & Naomi interfirieron a favor de Flair, siendo expulsadas de ringside.
  - Después de la lucha, Asuka apareció y retó a Flair por el Campeonato Femenino de SmackDown en WrestleMania 34.
- AJ Styles derrotó a Kevin Owens, Sami Zayn, Baron Corbin, Dolph Ziggler y John Cena y retuvo el Campeonato de la WWE (21:55).[61][67]
  - Styles cubrió a Owens después de un «Phenomenal Forearm».
  - Durante la lucha, Shane McMahon interfirió en contra de Owens y Zayn.

### 2019
WWE Fastlane 2019 tuvo lugar el 10 de marzo de 2019 desde el Quicken Loans Arena en Cleveland, Ohio. El tema oficial del evento fue "Teach Me to Fight" de Yonaka.

#### Antecedentes
En el episodio del 12 de febrero de SmackDown, Kofi Kingston de The New Day fue un reemplazo de último minuto para un lesionado Mustafa Ali en el combate de seis hombres donde el ganador sería el último participante en Elimination Chamber match por el Campeonato de la WWE en Elimination Chamber. Kingston eliminó al Campeón de la WWE, Daniel Bryan, en el primer combate del Gauntlet match. En Elimination Chamber, el combate por el campeonato se redujo a Bryan y Kingston, donde Bryan eliminó a Kingston para retener el título. En el siguiente episodio de SmackDown, Kingston recibió un combate por el Campeonato de la WWE en Fastlane por asegurar la victoria al cubrir a Bryan en un combate de seis hombres en equipos que enfrentó a Kingston, AJ Styles y Jeff Hardy contra Bryan, Samoa Joe y Randy Orton. La semana siguiente, sin embargo, el presidente de la WWE, Vince McMahon, interrumpió la firma del contrato entre Bryan y Kingston. Mr. McMahon elogió a Kingston por todos sus logros durante su carrera en la WWE, pero declaró que los fanáticos merecían un combate de mayor taquilla en Fastlane, por lo que reemplazó a Kingston con Kevin Owens, quien hacía su regreso, afirmando que Owens estaba más calificado y era más merecedor de la oportunidad.
En Royal Rumble, Becky Lynch no logró ganar el Campeonato Femenino de SmackDown, pero más tarde ingresó en el Royal Rumble match femenino y ganó eliminando por último a Charlotte Flair, a pesar de haberse lesionado la rodilla. La noche siguiente en Raw, Lynch apareció confrontando a la Campeona Femenina de Raw Ronda Rousey y eligió enfrentarla en WrestleMania 35. Lynch luego rechazó un examen médico en la rodilla después de una pelea con Flair en SmackDown. Stephanie McMahon le dio a Lynch un ultimátum: que haga que le examinen la rodilla o la suspendan hasta que lo haga. Lynch todavía se negó y atacó tanto a Stephanie como a Triple H. El siguiente Raw, se reveló que Lynch había sido habilitada médicamente; después de que ella se disculpó renuentemente por los ataques, la suspensión fue levantada; sin embargo, Vince McMahon anuló la decisión de Triple H y Stephanie, suspendiendo a Lynch por 60 días, y la reemplazó con Flair como la oponente de Rousey en WrestleMania. La semana siguiente, Lynch fue arrestada después de atacar a Rousey en Raw; Rousey exigió que Lynch fuera reincorporada y dejó el campeonato en el ring. En el episodio del 4 de marzo de Raw, Stephanie declaró el título vacante, reincorporó a Lynch y programó un combate entre ella y Flair por el campeonato en Fastlane. Más tarde, sin embargo, Rousey protestó que no dejó vacante el título, lo que llevó a Stephanie a devolverle el título y a cambiar la estipulación del combate en Fastlane: si Lynch ganaba, volvería a participar en el combate por el campeonato en WrestleMania para hacerlo un Triple Threat match.
En el episodio del 22 de octubre de 2018 de Raw, Roman Reigns entró en un retiro temporal debido a un diagnóstico de leucemia y posteriormente abandonó el Campeonato Universal de la WWE. Más tarde, esa noche, Seth Rollins y Dean Ambrose ganaron el Campeonato en Parejas de Raw, sin embargo, inmediatamente después del combate, Ambrose atacó a Rollins. Rollins y Ambrose tuvieron un feudo durante los siguientes dos meses, con su enemistad culminando en TLC: Tables, Ladders & Chairs, donde Ambrose derrotó a Rollins para ganar el Campeonato Intercontinental. En el episodio del 25 de febrero de 2019 de Raw, Reigns regresó y anunció que su leucemia estaba en remisión y que podía regresar a la acción. La semana siguiente, Reigns llamó a Rollins y quiso reunir The Shield una vez más. Rollins aceptó, aunque a regañadientes, ya que significaría tener que hacer equipo con Ambrose nuevamente. Cuando Ambrose hizo su entrada para anunciar su decisión, fue atacado por Elias. Más tarde esa noche, Elias derrotó a Ambrose. Después del combate, cuando salieron Reigns y Rollins, Ambrose salió del ring y se disponía a irse a través de la multitud cuando Baron Corbin, Drew McIntyre y Bobby Lashley salieron para atacar a Reigns y Rollins, después de lo cual, Ambrose regresó y ayudó a sus antiguos compañeros de The Shield. Después de obtener la ventaja, Ambrose se unió a Reigns y a Rollins para realizar la pose característica de The Shield, y un combate de equipos de seis hombres enfrentado a The Shield reunido contra Corbin, McIntyre y Lashley fue programado para Fastlane.

#### Resultados
- Kick-Off: The New Day (Big E & Xavier Woods) derrotaron a Shinsuke Nakamura & Rusev (con Lana) (13:20).[82][83]
  - Big E cubrió a Rusev después de un «Midnight Hour».
- The Usos (Jey Uso & Jimmy Uso) derrotaron a The Miz & Shane McMahon y retuvieron el Campeonato en Parejas de SmackDown (14:10).[84][85]
  - Jey cubrió a The Miz después de revertir un «Leg Trap Frog Splash» en un «Roll-up».
  - Después de la lucha, Shane atacó a The Miz.
- Asuka derrotó a Mandy Rose (con Sonya Deville) y retuvo el Campeonato Femenino de SmackDown (6:40).[84][86]
  - Asuka cubrió a Rose después de un «Spin Kick».
  - Durante la lucha, Deville interfirió a favor de Rose.
- The Bar (Cesaro & Sheamus) derrotaron a Kofi Kingston en un 2-on-1 Handicap Match (5:15).[84][87]
  - Cesaro y Sheamus cubrieron a Kingston después de un «White Noise».
  - Durante la lucha, The New Day (Big E & Xavier Woods) intentaron interferir, pero fueron atacados por Shinsuke Nakamura & Rusev.
- The Revival (Dash Wilder & Scott Dawson) derrotaron a Aleister Black & Ricochet y Bobby Roode & Chad Gable y retuvieron el Campeonato en Parejas de Raw (10:50).[84][88]
  - Dawson cubrió a Gable después de un «Shatter Machine».
  - Después de la lucha, Roode atacó a The Revival, y después Black & Ricochet atacaron a Roode y a The Revival.
- Samoa Joe derrotó a R-Truth (con Carmella), Rey Mysterio y Andrade (con Zelina Vega) y retuvo el Campeonato de los Estados Unidos (10:50).[84][89]
  - El árbitro detuvo el combate después de que Joe dejara inconsciente a Mysterio con un «Coquina Clutch».
- The Boss 'n' Hug Connection (Bayley & Sasha Banks) derrotaron a Nia Jax & Tamina y retuvieron el Campeonato Femenino en Parejas de la WWE (7:05).[84][90]
  - Bayley cubrió a Jax después de revertir un «Powerbomb» en un «Hurracarana Roll-up».
  - Después de la lucha, Jax & Tamina atacaron a The Boss 'n' Hug Connection, y después atacaron a Beth Phoenix y Natalya.
- Daniel Bryan (con Rowan) derrotó a Kevin Owens y Mustafa Ali y retuvo el Campeonato de la WWE (18:45).[84][91]
  - Bryan cubrió a Ali después de un «Running Knee» en el aire.
  - Durante la lucha, Rowan interfirió a favor de Bryan.
  - Después de la lucha, Rowan atacó a Ali con un «Iron Claw».
- Becky Lynch derrotó a Charlotte Flair por descalificación (8:45).[84][92]
  - Flair fue descalificada después de que Ronda Rousey atacara a Lynch.
  - Como resultado, Lynch fue incorporada nuevamente a la lucha por el Campeonato Femenino de Raw en WrestleMania 35.
- The Shield (Dean Ambrose, Seth Rollins & Roman Reigns) derrotaron a Baron Corbin, Drew McIntyre & Bobby Lashley (24:50).[84][93]
  - Reigns cubrió a Corbin después de un «Triple Powerbomb».

### 2021
WWE Fastlane 2021 tuvo lugar el 21 de marzo de 2021 desde el Tropicana Field en San Petersburgo, Florida, celebrado a puertas cerradas debido a la pandemia de COVID-19.

#### Antecedentes
En TLC: Tables, Ladders & Chairs en diciembre de 2020, Randy Orton derrotó a "The Fiend" Bray Wyatt en un Firefly Inferno match. Después del combate, Orton roció el cuerpo de The Fiend con gasolina y le prendió fuego. Después de este incidente, Alexa Bliss, que se había aliado con The Fiend meses antes, comenzó a perseguir a Orton semanalmente, lo que le hizo perder varios combates. En el episodio del 15 de marzo de Raw, Bliss desafió a Orton a un combate intergénero en Fastlane, y Orton aceptó con la esperanza de librar a Bliss de su vida.
En el episodio del 1 de febrero de Raw, Sheamus se volvió contra su amigo Drew McIntyre, declarando que ya no era su amigo y quería el Campeonato de la WWE. Más tarde esa misma noche, McIntyre aceptó el desafío de Sheamus para un combate entre ambos. McIntyre estaba programado para defender el título en el Elimination Chamber match de Raw en Elimination Chamber en el que Sheamus también participó; McIntyre retuvo el campeonato pero luego lo perdió ante The Miz, quien cobró su contrato Money in the Bank después de que McIntyre fuera atacado por Bobby Lashley. McIntyre regresó en el episodio del 1 de marzo de Raw, donde finalmente se enfrentó a Sheamus en su prometida lucha, que ganó McIntyre. La revancha de la semana siguiente fue disputada como un No Disqualification match; sin embargo, terminó sin resultado después de que ambos se noquearon mutuamente. Otro combate entre los dos fue programado para Fastlane como un No Holds Barred match.
Después de no poder derrotar a Big E por el Campeonato Intercontinental en enero, Apollo Crews afirmó tener raíces reales nigerianas que comenzó a abrazar, incluso hablando con acento nigeriano, cambiando a heel. En el episodio del 19 de febrero de SmackDown, después de la derrota de Crews contra Shinsuke Nakamura donde Big E estaba comentando, Crews atacó a Nakamura después del combate. Big E ayudó a Nakamura, sin embargo, Crews atacó a Big E con los escalones de acero, dejándolo fuera de combate durante un par de semanas. Big E regresó en el episodio del 12 de marzo y llamó a Crews, que no respondió. Big E luego lanzó un desafío abierto por el Campeonato Intercontinental donde retuvo el título contra Sami Zayn. Después del combate, Crews sorprendió a Big E y lo atacó con los escalones de acero una vez más. Posteriormente, Big E fue programado para defender el Campeonato Intercontinental contra Crews en Fastlane.
Enfurecido por quedar fuera del Elimination Chamber match de Raw, Braun Strowman discrepó de los oficiales de la WWE, Shane McMahon y Adam Pearce. En un intento por rectificar las cosas, Shane programó a Strowman para hacer equipo con Pearce para enfrentar a The Hurt Business (Cedric Alexander y Shelton Benjamin) por el Campeonato en Parejas de Raw. Strowman aparentaba tener el combate ganado, sin embargo, después de realizar un running powerslam en Benjamin, Shane le indicó que le diera el relevo a Pearce para que lo cubriera, solo para que Benjamin realizara un roll-up sobre Pearce para retener el título, lo que enfureció aún más a Strowman. Shane entonces comenzó a insultar la inteligencia de Strowman. Strowman luego desafió a Shane a un combate en el episodio del 15 de marzo de Raw. El combate, sin embargo, nunca comenzó oficialmente y los dos pelearon, con Shane llamando estúpido a Strowman. Esto llevó a que se programara un combate entre los dos en Fastlane.
En Elimination Chamber, Riddle ganó el Campeonato de los Estados Unidos. En el episodio del 1 de marzo de Raw, Mustafa Ali de Retribution derrotó a Riddle en una lucha no titular. Ali luego recibió un combate por el Campeonato de los Estados Unidos contra Riddle en el episodio del 15 de marzo, donde Riddle retuvo. Después del programa, Ali publicó un video en Twitter desafiando a Riddle a otra lucha por el título, que fue programada para el pre-show de Fastlane Kickoff.

#### Resultados
- Kick-Off: Riddle derrotó a Mustafa Ali (con T-BAR, MACE, SLAPJACK & RECKONING) y retuvo el Campeonato de los Estados Unidos (9:16).[106][107]
  - Riddle cubrió a Ali después de un «Bro Derek» sobre la tercera cuerda.
  - Después de la lucha, RETRIBUTION atacó a Ali.
- Nia Jax & Shayna Baszler (con Reginald) derrotaron a Sasha Banks & Bianca Belair y retuvieron el Campeonato Femenino en Parejas de la WWE (9:45).[108][109]
  - Baszler cubrió a Banks con un «Roll-Up».
  - Durante la lucha, Reginald interfirió a favor de Jax & Baszler.
  - Después de la lucha, Banks abofeteó a Belair.
- Big E derrotó a Apollo Crews y retuvo el Campeonato Intercontinental (5:45).[108][110]
  - Big E cubrió a Crews con un «Roll-Up».
  - Después de la lucha, Crews atacó a Big E.
- Braun Strowman derrotó a Elias (con Jaxson Ryker) (3:50).[108][111]
  - Strowman cubrió a Elias después de un «Running Powerslam».
  - Originalmente, Shane McMahon debía enfrentar a Strowman, pero fue reemplazado por Elias debido a una lesión.
- Seth Rollins derrotó a Shinsuke Nakamura (12:55).[108][112]
  - Rollins cubrió a Nakamura después de un «Curb Stomp».
- Drew McIntyre derrotó a Sheamus en un No Holds Barred Match (19:40).[108][113]
  - McIntyre cubrió a Sheamus después de un «Future Shock» sobre una placa de metal seguido de un «Claymore Kick».
- Alexa Bliss derrotó a Randy Orton (4:45).[108][114]
  - Bliss cubrió a Orton después de un «Sister Abigail» de "The Fiend" Bray Wyatt.
  - Durante la lucha Wyatt hizo su regreso atacando a Orton.
  - Durante la lucha, Bliss tenía trampas en todo el ring y ringside, para que Orton las activara y cayera en ellas, lo cual no sucedió
- Roman Reigns (con Paul Heyman) derrotó a Daniel Bryan (con Edge como "Special Outside Enforcer") y retuvo el Campeonato Universal de la WWE (30:00).[108][115]
  - Reigns cubrió a Bryan después de un silletazo de Edge.
  - Durante la lucha, Jey Uso interfirió a favor de Reigns, pero fue atacado por Edge con una silla.
  - Originalmente, Bryan había rendido a Reigns con un "Yes Lock", sin embargo el árbitro estaba noqueado en ese momento.

### 2023
WWE Fastlane 2023 tuvo lugar el 7 de octubre de 2023 desde el Gainbridge Fieldhouse en Indianápolis, Indiana.

#### Antecedentes
En Payback, Seth Rollins derrotó a Shinsuke Nakamura para retener el Campeonato Mundial de Peso Pesado. Después del combate, Nakamura atacó a Rollins y este requirió que el personal médico lo ayudara a salir de la arena. En el siguiente episodio de Raw, como no estaba contento con el incidente posterior al combate, Rollins retó a Nakamura a una revancha por el título esa misma noche; sin embargo, Nakamura se negó, queriendo hacerlo en sus propios términos. Luego se produjo una pelea en la que Nakamura tomó la delantera. La lucha continuaría durante las siguientes semanas hasta el episodio del 18 de septiembre, cuando un frustrado Rollins declaró que Nakamura podía elegir el lugar, la hora y la estipulación para su revancha por el título. La semana siguiente, Nakamura aceptó la propuesta de Rollins, eligiendo un Last Man Standing Match para Fastlane.
En el episodio del 1 de septiembre de SmackDown, John Cena hizo su regreso a WWE, que fue su primera aparición desde Money in the Bank en julio pasado. Cuando estaba dando una promo, aparece Jimmy Uso, quien afirmó que los fanáticos querían verlo a él. Cena respondió que Jimmy debería haber abandonado la empresa en lugar de su hermano Jey para luego realizar un Attitude Adjustment. Dos semanas después, Cena fue invitado al segmento de entrevistas de Grayson Waller "The Grayson Waller Effect", solo para que Jimmy interrumpiera nuevamente. Solo Sikoa también salió y fingió atacar a Jimmy debido a los recientes problemas internos de este último con The Bloodline. Sin embargo, Sikoa y Jimmy atacaron a Cena, siendo detenidos por AJ Styles. La semana siguiente, Cena y Styles desafiaron a Jimmy y Sikoa a una lucha por equipos para esa noche; sin embargo, después de que el oficial de la WWE, Adam Pearce, consultara con Paul Heyman, el combate estaba programado para Fastlane. Se programó la firma del contrato para el combate más tarde esa noche; sin embargo, Jimmy y Sikoa atacaron brutalmente a Styles detrás del escenario. Posteriormente, Styles fue llevado a un hospital, dejando a Cena solo para enfrentarse a The Bloodline y estos le atacaron en medio del ring. El 25 de septiembre, se anunció que Cena enfrentaría a Jimmy y Sikoa en un 2 on 1 Handicap Match, pero cuatro días más tarde se anunciaría tal como estaba al inicio, solo que LA Knight ocupando el lugar de Styles en Fastlane.
Desde SummerSlam, Damage CTRL (Bayley, Dakota Kai y la Campeona Femenina de la WWE Iyo Sky) habían estado en un feudo con Asuka y Charlotte Flair. En el episodio del 29 de septiembre de SmackDown, Flair declaró que después de derrotar a Bayley esa noche, desafiaría a Sky por el título en Fastlane. Posteriormente, Flair derrotó a Bayley, pero después del combate, Damage CTRL rodeó el ring para atacarla, pero Asuka salió a ayudar a Flair. Posteriormente, Bayley aceptó el desafío en nombre de Sky para defender el Campeonato Femenino de la WWE contra Flair y Asuka en Fastlane para consternación de Sky.
En el episodio del 22 de septiembre de SmackDown, el Campeón de los Estados Unidos Rey Mysterio y Santos Escobar, miembros del Latino World Order (LWO), derrotaron a los nuevos cómplices de Bobby Lashley, The Street Profits (Angelo Dawkins & Montez Ford). Después del combate, Lashley se sintió decepcionado por el desempeño de Dawkins y Ford, diciéndoles que si no podían ganar, encontraría otros que sí pudieran. La semana siguiente, después de una lucha por el Campeonato de los Estados Unidos entre Mysterio y Escobar, The Street Profits salieron y atacaron a los dos, lo que dejó a Lashley contento. Los otros miembros de LWO, Joaquin Wilde y Cruz del Toro, intentaron igualar las probabilidades, pero The Street Profits los venció. Más tarde, Mysterio, en nombre de Wilde y del Toro, lanzó un desafío a Lashley y The Street Profits en una lucha de relevos australianos en Fastlane. Al día siguiente en SmackDown, el combate se hizo oficial.

#### Resultados
- Cody Rhodes & Jey Uso derrotaron a The Judgment Day (Damian Priest & Finn Bálor) y ganaron el Campeonato Indiscutible en Parejas de WWE (20:43).[116]
  - Rhodes cubrió a Bálor después de un «Cross Rhodes».
  - Durante la lucha, Rhea Ripley, Dominik Mysterio y JD McDonagh interfirieron a favor de Priest & Bálor.
- Latino World Order (Rey Mysterio & Santos Escobar) & Carlito (con Zelina Vega) derrotaron a Bobby Lashley & The Street Profits (Angelo Dawkins & Montez Ford) (10:02).[117]
  - Carlito cubrió a Ford después de un «Back Stabber».
  - Originalmente, la lucha inició en desventaja, sin embargo, durante ésta, Carlito fue revelado como el tercer miembro de LWO.
  - Durante la lucha, Vega interfirió a favor de LWO.
- Iyo Sky derrotó a Asuka y Charlotte Flair y retuvo el Campeonato Femenino de WWE (17:15).[118]
  - Sky cubrió a Flair después de un «Asai Moonsault».
  - Durante la lucha, Bayley interfirió a favor de Sky.
  - Durante la lucha, Flair fue sacada de ring por Asuka después de lanzar su «Green Mist», sin embargo, minutos después se reincorporó al combate.
  - Duante la lucha, Flair forzó a Asuka a rendirse con un «Figure Eight Leg-Lock», pero el árbitro no lo vio debido a la interferencia de Bayley.
  - Después de la lucha, Sky celebró junto a Bayley y Dakota Kai.
- John Cena & LA Knight derrotaron a The Bloodline (Jimmy Uso & Solo Sikoa) (con Paul Heyman) (17:19).[119]
  - Knight cubrió a Jimmy después de un «BFT».
- Seth «Freakin» Rollins derrotó a Shinsuke Nakamura en un Last Man Standing Match y retuvo el Campeonato Mundial de Peso Pesado (28:25).[120]
  - Rollins ganó la lucha después de que Nakamura no reaccionara a la cuenta de 10 tras recibir un «Falcon Arrow» sobre dos mesas de producción.